# Elezioni parlamentari a Cuba del 1998
Le elezioni parlamentari a Cuba del 1998 si tennero l'11 gennaio, insieme con le elezioni per le quattordici Assemblee Provinciali. Fu presentata dalla Commissione nazionale per le candidature una lista di 601 candidati per i 601 seggi dell'Assemblea nazionale del potere popolare. L'affluenza fu del 98,35%.

## Risultati
| Liste                | Voti      | %   | Seggi |
| -------------------- | --------- | --- | ----- |
| Lista completa       | 7.533.222 | 100 | 601   |
| Schede bianche/nulle | 398.007   |     |       |
| Totale               | 7.931.229 | 100 | 601   |
| Fonte: IPU           |           |     |       |